# Сельское поселение Антоновка
Сельское поселение Антоновка — муниципальное образование в Сергиевском районе Самарской области.
Административный центр — посёлок Антоновка.

## Административное устройство
В состав сельского поселения Антоновка входит 1 населённый пункт:
- посёлок Антоновка.